# Kościół Matki Bożej Królowej Polski w Kaliszu Pomorskim
Kościół Matki Bożej Królowej Polski w Kaliszu Pomorskim – rzymskokatolicki kościół parafialny należący do dekanatu Mirosławiec diecezji koszalińsko-kołobrzeskiej, zlokalizowany w Kaliszu Pomorskim, w powiecie drawskim, w województwie zachodniopomorskim.  Mieści się przy ulicy Bolesława Krzywoustego.

## Historia

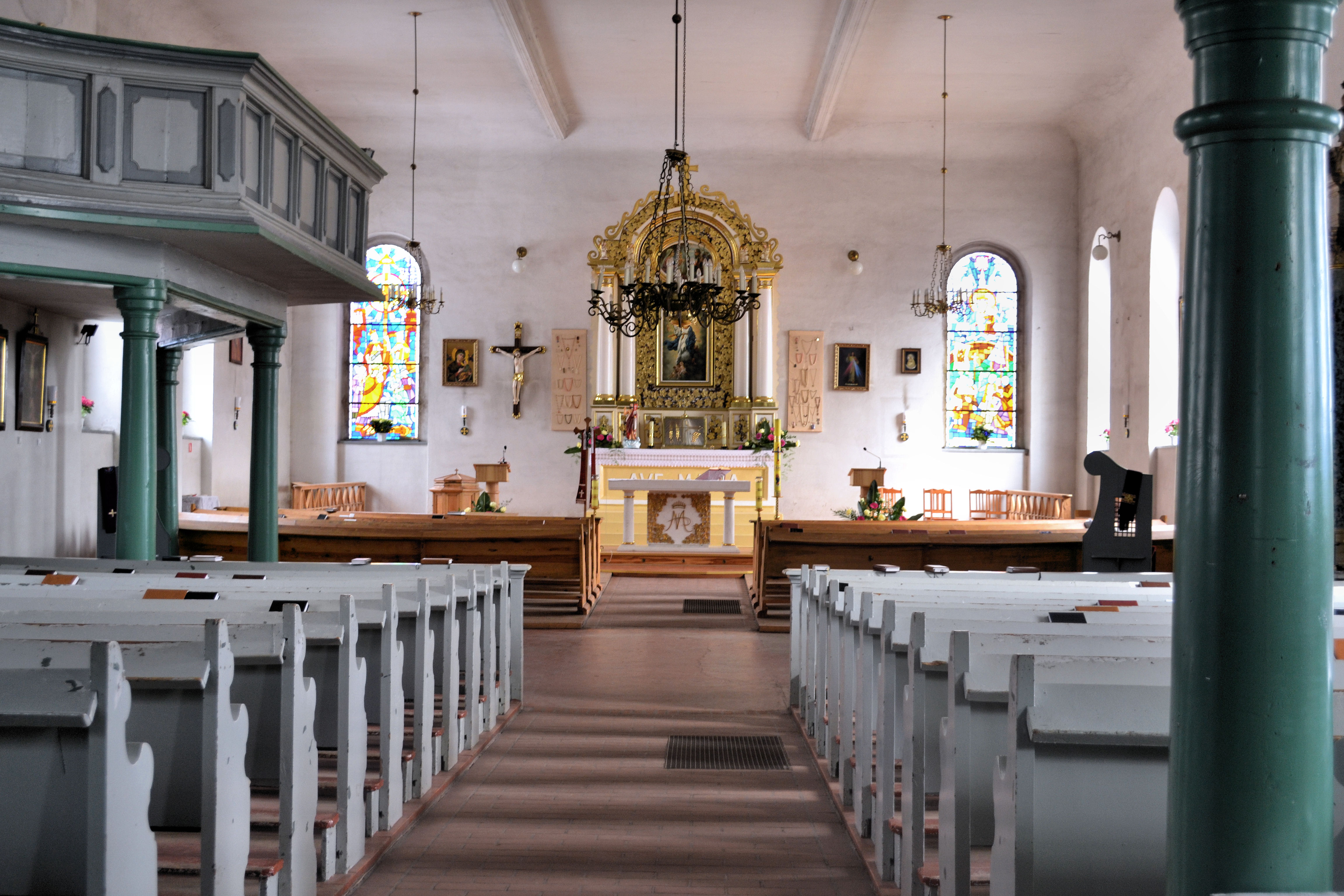
Wnętrze kościoła

Świątynia została zbudowana w latach 1772-1781. Dawna średniowieczna świątynia została zniszczona w pożarze w 1771 roku i została rozebrana. Nowy kościół został wzniesiony według projektu budowniczego Holsche z Berlina. Świątynia została poświęcona w dniu 7 października 1781 roku. 
W XIX i na początku XX wieku budowla była remontowana. W 1814 roku zostało zniszczone pierwotne zwieńczenie wieży i zostało zastąpione przez, istniejący do dziś, dach namiotowy. W tym czasie świątynia otrzymała również nowe wyposażenie, którego część zachowała się do dziś. W latach 1937 i 1942 kościół otrzymał ponownie nowe sprzęty liturgiczne.

### Po II wojnie światowej
Po zakończeniu II wojny światowej budowla została przejęta przez katolików. Poświęcona w październiku 1945 roku pod wezwaniem Matki Bożej Królowej Polski. W związku z tym kościół został przystosowany do liturgii rzymskokatolickiej. Został zmieniony układ wnętrza z kompozycji poprzecznej na podłużną. Został wstawiony nowy ołtarz przy elewacji północnej oraz zmieniono ustawienie ławek. W 1975 roku do świątyni, przy fasadzie południowej została dobudowana kruchta. W dniu 25 października 2008 roku kościół został konsekrowany przez ordynariusza koszalińsko-kołobrzeskiego, biskupa Edwarda Dajczaka.

## Architektura
Budowla reprezentuje styl klasycystyczny. Jest to jednobryłowy, prostokątny kościół salowy z prezbiterium na osi podłużnej fasady wschodniej oraz wieżą na osi fasady zachodniej. Świątynia wzniesiona na kamiennym fundamencie z cegły i otynkowana. Wnętrze jest nakryte stropem z drewna, zwierciadlanym i otynkowanym. Koło kościoła znajduje się zabytkowa plebania.